# Ekklesia (álbum)
Ekklesia es el segundo EP y sexto en general de la rapera y cantante cristiana dominicana Lizzy Parra.
El álbum se caracteriza por la combinación de ritmos entre urbano, pop, tropical y trap. Asimismo, el álbum se estrenó junto a su sencillo «Llego el culto».
De este álbum, se desprenden algunos sencillos como: «En familia» y «La media vuelta». En este álbum, están incluidas las participaciones de Musiko y Lead.

## Lista de canciones
| N.º | Título                       | Productor(es)                      | Duración |  |
| 1.  | «En familia»                 | Kanelo Pro, Isaac Ramos y GP Rymer | 3:31     |  |
| 2.  | «La media vuelta» (con Lead) | Otho Castro                        | 3:17     |  |
| 3.  | «Llegó el culto»             | Townix y GP Rymer                  | 2:40     |  |
| 4.  | «Para amarte» (con Musiko)   | Otho Castro                        | 3:48     |  |
| 5.  | «Amén»                       | Kanelo Pro                         | 2:48     |  |

### Ediciones especiales
| N.º | Título                                                       | Productor(es) | Duración |  |
| 1.  | «Llegó el culto» (con Niko Eme, Mr. Yeison y Peter Metivier) | GP Rymer      | 3:16     |  |